# Snagit
Snagit (trước đây là SnagIt ) là phần mềm quay phim màn hình và chụp ảnh màn hình  dành cho Windows và macOS. Nó được tạo ra và phát triển bởi TechSmith và được ra mắt lần đầu tiên vào năm 1990. Snagit hiện có các phiên bản tiếng Anh, Pháp, Đức, Nhật, Bồ Đào Nha và Tây Ban Nha.
Snagit thay thế chức năng in màn hình  gốc và mở rộng nó với các tính năng bổ sung.

## Các tính năng
Các tính năng được cấu trúc xoay quanh ba bước chính của quy trình làm việc phần mềm: chụp, chỉnh sửa và chia sẻ.
Bước đầu tiên là chụp ảnh (hoặc quay video) bằng Snagit Capture. Điều này được thực hiện thông qua nhiều phương pháp chụp ảnh, bao gồm chọn toàn màn hình, chọn vùng cụ thể, chọn menu, nhận dạng văn bản (OCR với chức năng Grab text) và chọn toàn cảnh. Ngoài ra, phần mềm có thể quay video (từ một vùng cụ thể hoặc toàn màn hình).
Bước thứ hai là chỉnh sửa hình ảnh đã chụp tại Snagit Editor, tại đây có thể thay đổi kích thước, thêm chú thích hoặc một số hiệu ứng khác (đường viền...). Một tính năng khác là tạo video từ các hình ảnh đã chụp (tường thuật một tập hợp các ảnh chụp màn hình).
Bước thứ ba là chia sẻ hình ảnh (hoặc video) được tạo ra, dưới dạng tệp cục bộ (PNG, JPEG,  HEIF, WebP, MP4...), cho một ứng dụng khác ( Microsoft Outlook, Apple Mail, Camtasia...) hoặc tải nó lên trực tuyến (YouTube, Google Drive, FTP...).
Mặc dù hầu hết các tính năng chính giống hệt nhau giữa hai phiên bản phần mềm (Windows và Mac), nhưng có một số hiệu ứng dành riêng cho một phiên bản (ví dụ: hiệu ứng hình mờ chỉ có trên Windows và hiệu ứng phản chiếu chỉ khả dụng trên Mac).

## Snagit Capture
Snagit Capture (Capture Window & Widget) là chương trình chụp ảnh và quay video của Snagit. Các phím nóng (Windows) và phím tắt (Mac) có sẵn để tăng tốc cho quá trình chụp.

## Snagit
Snagit bao gồm Snagit Editor, là trình chỉnh sửa hình ảnh và video của Snagit. Trình chỉnh sửa có thể được sử dụng để thực hiện các thay đổi đối với ảnh chụp màn hình, bao gồm thêm mũi tên và chú thích. Các tính năng khác của phần mềm cho phép tạo các hướng dẫn (sử dụng công cụ Step  và/hoặc sử dụng công cụ Simplify, cho phép bạn tạo giao diện người dùng đơn giản hóa) và đảm bảo tính bảo mật (làm mờ các khu vực, cắt ảnh). Các tính năng chỉnh sửa video rất cơ bản và hạn chế (cắt video).
Snagit cũng bao gồm Library (để lưu trữ hình ảnh và video đã chỉnh sửa) và Sharing Destinations (để xuất bản hình ảnh và video).
Định dạng tệp .snagx  của Snagit 2022 tương thích đa nền tảng và được sử dụng để lưu trữ ảnh chụp (cả trên Windows và Mac). Snagit 2021 (và các phiên bản trước đó) lưu ảnh ở định dạng .snag (Windows) và .snagproj (Mac) (hai định dạng tệp này không tương thích với nền tảng còn lại).
Các bản ghi video được lưu trữ ở định dạng .mp4 trong Snagit Library.

## TechSmith Fuse (Android và iOS)
Snagit có thể kết nối qua Wi-Fi với ứng dụng TechSmith Fuse. Hình ảnh, video và bản ghi màn hình được lưu trữ trên thiết bị di động có thể được gửi trực tiếp đến Snagit Library.